# ماري إتيان
ماري إتيان (بالفرنسية: Marie Étienne)‏ (1938)؛ كاتِبة، شاعرة وروائية فرنسية.